# 岩部純二
岩部 純二（いわべ じゅんじ、1976年3月25日 - ）は、北海道出身の騎手。

## 来歴
競馬学校10期生として植野貴也・菊地昇吾・小林久晃・高山太郎・幸英明・吉田豊・渡辺薫彦と同期になり、卒業後の1994年3月に美浦・成宮明光厩舎からデビュー。
1年目の1994年は3月5日の中山第1競走4歳未勝利・オンワードエンゼル（14頭中10着）で初騎乗を果たし、5月8日の東京第6競走4歳未勝利・ミヤマビゼンで初勝利を挙げる。夏の札幌ではタマツバキ記念・ライトリメーク（15頭中12着）で重賞初騎乗を果たしたほか、初の新馬勝ちを含む3勝を挙げ、5勝をマーク。
2年目の1995年には9月24日の函館第8競走3歳オープンでエクセレトシャトーに騎乗し、雨に見舞われた中で直線伸びないイシノサンデーを抑えて勝利。秋の東京では後に東海公営に移籍して交流重賞の常連となるマジックリボンに騎乗し、11月18日の第4競走3歳新馬では2着に3馬身付けて逃げ切り、先行力を武器にあっさりと勝ち上がった。夏の北海道シリーズでは札幌3勝・函館7勝の計10勝、秋の東京では6勝、2桁人気では4勝するなど、初の2桁勝利となる18勝をマーク。
1996年には冬の東京6勝と夏の札幌5勝で2年連続2桁勝利の12勝をマークし、2月17日の東京第8競走4歳以上500万下では後にシルクジャスティスの弟となるジャックセイウンでタイキシャーロックに勝利。夏の札幌ではスルスミアピールで500万下を勝利し、昇級初戦のポプラステークス（900万下）ではアロハドリームの3着に入った。
1997年には函館3勝・札幌4勝と8勝中7勝を夏の北海道シリーズで挙げ、函館ではバンブーアトラス産駒アトラスベルで新馬勝ちし、札幌ではリンドシェーバー産駒シャコーフェイバーで2勝する。
1998年には6月21日の函館第10競走北海ハンデキャップを8頭中8番人気のセーガルスキーで勝利して単勝万馬券の波乱を起こし、8月29日には地方馬が11頭出走した札幌第6競走3歳500万下をニッポーテイオー産駒アグネステンオーで人気に応えた。秋の福島では10月10日の第1競走4歳未勝利を父ニホンピロウイナー、母の母タカエノカオリのモリスズランに騎乗し、父アサティス・母父ビゼンニシキのアイアンプチプラムに勝利。11月21日の第4競走4歳未勝利では父ヤマニンゼファー・母父ダイナコスモスのウインディヒルで14頭中12番人気ながら父トニービン・母父ノーザンテーストのアラビックナイトに勝利し、日本ダイナースクラブのワンツーで枠連・馬連万馬券の波乱を起こす。12月20日の中京第1競走3歳未勝利では後にアスカクリチャンの母となる父ダイナレター・母父マルゼンスキーのローレルワルツに騎乗し、メンバー中唯一の関東馬で12頭中10番人気ながら勝利して単勝・馬連万馬券の波乱を起こすなど、2年ぶりの2桁勝利となる18勝をマーク。
2000年にはヒシマサル産駒ヒシパッカーで1月30日の小倉第5競走4歳以上500万下を逃げ切って単勝2万・馬連3万馬券の波乱を起こし、7月15日の函館第6競走3歳新馬では後にスノードラゴンの母となるタヤスツヨシ産駒マイネカプリースで逃げ切った。同年は2年ぶりの2桁勝利となる10勝をマークしたが、現時点で2桁はこの年が最後となっている。
2001年3月31日の中山第10競走千葉日報杯では父メジロマックイーン・母父ハイセイコーの芦毛ストロングライフで15頭中14番人気ながら2着に入って枠連・馬連・ワイド万馬券の波乱を起こし、5月6日の福島第11競走福島中央テレビ杯では15頭中13番人気のウイズハヤテカゼで4着までクビ差の接戦を勝利。
2003年と2004年にはメジロライアン産駒で父シンボリルドルフ・母メジロラモーヌの「十冠ベイビー」メジロリベーラを母に持つメジロヘリテイジに騎乗し、2003年は文化の日の福島500万下で2着に4馬身付けて逃げ切り、2004年には大井の指定交流競走'04メトロポリタンオクトーバーカップでは16頭中13番人気ながら2着に入った。
2004年には不思議な馬名で知られるヤナギムシにデビュー時以来騎乗した小倉の500万下でオレハマッテルゼの2着に入り、2006年からはヤナギムシの主戦騎手として起用され、2006年・2007年と2年連続で吉野ヶ里特別（1000万下）2着、2007年の石和特別（1000万下）では12番人気で2着に粘って3連単191万馬券の波乱を起こした。
2004年2月8日の小倉第2競走3歳未勝利ではマキノシャンハイで先手を取ると、直線では後続を大きく引き離して1秒7の大差勝ちした。
2005年は初めて0勝に終わり、2006年には8月20日に99勝目を挙げて通算100勝に王手をかけ、2007年2月4日の小倉第5競走4歳以上500万下・オーデコロンで約5ヶ月ぶりに勝利して達成。
2007年にはメジロリベーラの3番仔で後にコウソクストレートの母となるメジロアリスに騎乗し、新馬では内から差を詰めた3番人気ダイナマイトシコクをクビ差抑えて逃げ切る。夏には新潟2歳ステークス、暮れにはフェアリーステークスに駒を進めた。
2008年10月25日のメイクデビュー福島ではスノーライダーで中団追走から直線で抜け出して快勝し、2011年1月8日の中山第10競走初春賞ではキングパーフェクトで渋太く差し切って人気に応えた。
2013年3月23日の中山第10競走利根川特別ではケイジーウィンザーでハナ差凌いで逃げ切り、2014年には1月12日の中山第9競走成田特別をトウショウギフトで9馬身差勝利し、7月12日の福島第9競走三陸特別では父メイショウボーラー・母父テイエムオペラオーの騸馬ケイジータイタンで先手を奪って押し切る。
2016年には南田美知雄厩舎のオーバースペックで福島の2歳未勝利を大外から差し切り、次走は未勝利と同じ距離の札幌2歳Sというプランもあったが、自ら参戦を判断した新潟2歳ステークスでは向正面最後方から直線一気の末脚でヴゼットジョリーの2着に食い込む。
2017年にはパッセで福島の新馬では2番手から直線で先頭に立って後続を突き放し、函館2歳ステークスではゲートを出てから無理せず前で運んで5着に粘った。
30年目を迎えた2024年には9月17日の中山第4競走2歳新馬で11番人気マリンバンカーに騎乗し、まずまずのスタートから主張してハナを切り、手応えよく直線に入ると、追いすがる後続をものともせず、ステッキ1発のみで最後は流す余裕を見せて逃げ切る。2着に1馬身3/4差の完勝で694日ぶりの勝利を挙げ、南田は2458日ぶりの新馬戦勝利となった。

## 騎乗成績
|            | 日付          | 競馬場・開催  | 競走名         | 馬名               | 頭数 | 人気 | 着順 |
| ---------- | ------------- | ------------- | -------------- | ------------------ | ---- | ---- | ---- |
| 初騎乗     | 1994年3月5日  | 2回中山3日1R  | 4歳未勝利      | オンワードエンゼル | 12頭 | 7    | 10着 |
| 初勝利     | 1994年5月8日  | 2回東京6日6R  | 4歳未勝利      | ミヤマビゼン       | 13頭 | 5    | 1着  |
| 重賞初騎乗 | 1994年7月23日 | 2回札幌5日10R | タマツバキ記念 | ライトリメーク     | 15頭 | 13   | 12着 |